# Cosquín Rock 2020
Cosquín Rock 2020 es la vigésima edición del festival Cosquín Rock. Al igual que en los últimos años, se realizó en el aeródromo de la localidad de Santa María de Punilla, provincia de Córdoba, Argentina.
Un evento notable durante esta edición fue la ausencia del cantautor Charly García por problemas de salud. En su lugar, se realizó un show homenaje con invitados: Nito Mestre, Celeste Carballo, León Gieco, Fernando Ruiz Díaz, Louta, Nathy Peluso, Rosario Ortega, Zorrito Von Quintiero, Goyo Degano, Hilda Lizarazu, Patricio Sardelli, Ciro Martínez y Los Auténticos Decadentes.
Además, se anunció la realización de un Cosquín Rock por única vez en Buenos Aires, en octubre de 2020. El evento luego fue cancelado por la pandemia de COVID-19 y en su lugar hubo una edición virtual el 8 y 9 de agosto de ese año, con cámaras múltiples, meet & greets por Zoom y puestos de comida virtuales con delivery.

## Grilla
| Sábado 8 de febrero       | Sábado 8 de febrero             | Sábado 8 de febrero   | Sábado 8 de febrero  | Sábado 8 de febrero                      | Sábado 8 de febrero         |
| Escenario Norte           | Escenario Sur                   | Escenario Urbano      | BNP Stage            | La Casita del Blues                      | Escenario Cba X             |
| ------------------------- | ------------------------------- | --------------------- | -------------------- | ---------------------------------------- | --------------------------- |
| Los Auténticos Decadentes | Él Mató a un Policía Motorizado | Militantes del Clímax | Jeremy Olander       | Fran Duarte                              | 2 Minutos                   |
| Guasones                  | Ca7riel y Paco Amoroso          | Dante Spinetta        | Khen / Roy Rosenfeld | Déborah Dixon & Patán Vidal              | Juan Terrenal               |
| Skay y Los Fakires        | Un Planeta                      | Emmanuel Horvilleur   | La Fleur             | Blues Motel                              | Santa Kim                   |
| Charly García (cancelado) | Mon Laferte                     | Ecko                  | Satoshi Tomiie       | Casciari & Cucuza Castiello “Nostalgias” | Smoke Sellers               |
| Divididos                 | Nathy Peluso                    | Bhavi                 | May Seguí            | Alligator's Sons                         | Fiesta Cuetillo & Lu Antelo |
| Las Pastillas del Abuelo  | Bandalos Chinos                 | Agus Padilla          | Belu Clavero         | Chana                                    | Antes Del Huracán           |
| Airbag                    | Sara Hebe                       | Suena eh!             | She Teiks            | 29 Caminos                               | Fisurado Y Paranoico        |
| La Que Faltaba            | Kchiporros                      | Flu Os                | Mai Lawson           | Hombres Bien                             | Bárbara Bluedeep            |
| Hilda Lizarazu            | Rosario Ortega                  | Replik                | Borovick             | Karina Vismara                           | Los Ustedes & Libertad Gala |
| Joystick                  | Julieta Rada                    | Lxs Familia           |                      |                                          | Tapelao                     |
| Pink Wasted               |                                 | Bimoud                |                      |                                          | Mambo Savia                 |

| Domingo 9 de febrero       | Domingo 9 de febrero | Domingo 9 de febrero  | Domingo 9 de febrero             | Domingo 9 de febrero                                           | Domingo 9 de febrero         |
| Escenario Norte            | Escenario Sur        | Escenario Popart XXI  | BNP Stage                        | La Casita del Blues                                            | Escenario Cba X              |
| -------------------------- | -------------------- | --------------------- | -------------------------------- | -------------------------------------------------------------- | ---------------------------- |
| Ratones Paranoicos         | Duki                 | Zero Kill             | Chris Liebing                    | JJ Thames "Mississippi Blues Diva"                             | Horcas                       |
| Las Pelotas                | Cazzu                | Onoff                 | Marco Faraone                    | The Carrie Diane Ward Band                                     | Riff                         |
| Los Caballeros de la Quema | Babasónicos          | Limón                 | Marco Bailey                     | Celeste Carballo                                               | Rebel Ryder                  |
| Ciro y los Persas          | YSY A                | Sr. Flavio y su banda | Melanie Ribbe                    | Cristina Dall & Excipientes                                    | Cuatro Al Hilo & Las Rositas |
| La Vela Puerca             | Neo Pistea           | Vanthra               | Manu Desrets / Knowbru / Bodeler | "Cosquín Harp Attack" César Valdomir, Xime Monzón y Fer Ormeño | Suspensivos Inflamables      |
| Wos                        | Emanero              | Conociendo Rusia      | Pedro D'Alessandro               | Titi Stier                                                     | Lena Esta Oculta             |
| Los Gardelitos             | Obie Wanshot         | Indios                | Álex Pott                        | Sol Bassa                                                      | Circadian                    |
| Jóvenes Pordioseros        | Lucho SSJ            | Barco                 | Mens Of Clam                     |                                                                | Inercia                      |
| La Mississipi              | Valen Etchegoyen     | La Femme D'Argent     |                                  |                                                                | Ginger Hearts                |
| Daniela Doffo              | La Joaqui            | Rayos Láser           |                                  |                                                                | Vorsoto                      |
| La Chancha Muda            | Guada Casales        | Bruno Albano          |                                  |                                                                | Rouge And Roll               |

| Escenario Acústico     | Escenario Acústico |
| ---------------------- | ------------------ |
| 8 y 9 de febrero 22 hs | Molotov Desconecte |